# Et la vie recommence
Et la vie recommence (Forever and a Day) est un film collectif de 1943, réalisé par sept réalisateurs/producteurs et 22 scénaristes dont Alfred Hitchcock (non crédité) et avec une très importante distribution de vedettes.

## Synopsis
Pendant la Seconde Guerre mondiale, Gates Trimble Pomfret (Kent Smith), un Américain, est à Londres pendant le Blitz afin de vendre l'ancestrale maison familiale. Le locataire actuel, Leslie Trimble (Ruth Warrick), tente de le dissuader de vendre en lui racontant l'histoire des 140 années de la maison et les relations entre les familles Trimble et Pomfret.

## Fiche technique
- Titre original : Forever and a Day
- Réalisateurs : Victor Saville, Herbert Wilcox, René Clair, Frank Lloyd,Edmund Goulding, Cedric Hardwicke et Robert Stevenson
- Pays de production :  États-Unis
- Durée : 104 minutes

## Autour du film
Le film fut réalisé par Victor Saville, Herbert Wilcox, René Clair, Frank Lloyd,Edmund Goulding, Cedric Hardwicke et Robert Stevenson qui en furent également les producteurs.
Scénaristes : Charles Bennett, Alan Campbell (en), Norman Corwin, C. S. Forester, Peter Godfrey, Jack Hartfield, Lawrence Hazard, S. M. Herzig, James Hilton, Michael Hogan, Christopher Isherwood, Emmet Lavery, W. P. Lipscomb, Gene Lockhart, Frederick Lonsdale, Alice Duer Miller, R. C. Sherriff, Donald Ogden Stewart, John William Van Druten, Claudine West, Keith Winter et Alfred Hitchcock (non crédité)